# 鵯越車站
鵯越站（日语：／ Hiyodorigoe eki */?）位於兵庫縣神戶市兵庫區里山町，是神戶電鐵有馬線的鐵路車站。車站編號為KB05，標高134公尺。

## 歷史
- 1928年（昭和3年）11月28日 - 神戶有馬電氣鐵道的湊川 - 電鐵有馬（現在的有馬溫泉站）間開始營運，本站隨之開業[1]。
- 1944年（昭和19年）2月12日 - 載著北神商業學校（現在的神戶市立兵庫商業高等學校）學生的臨時列車由於超速，在本站附近出軌翻覆且撞上月台[1][2]。造成28人死亡[1][2]。
- 1947年（昭和22年）1月9日 - 與三木電氣鐵道公司合併，成為神有三木電氣鐵道[2]。
- 1949年（昭和24年）4月30日 - 營運公司改名為神戶電氣鐵道[2]。
- 1988年（昭和63年）4月1日 - 營運公司改名為神戶電鐵[2]。
- 2002年（平成14年）12月6日 - 一名男性乘客要下車時，被門夾到2次，從月台摔下後被捲入電車下死亡[3][4][5]。
- 2005年（平成17年）3月11日 - 上行月台側新設驗票口[1]。同時廢止跨線橋。

## 車站構造
側式月台2面2線的地面車站。月台有效長度為5節車廂。
驗票口位於上下線月台的新開地側。上下線各有驗票口，而站內並沒有連結上下行月台的道路。

### 月台配置
| 月台 | 路線   | 方向 | 目的地                  |
| ---- | ------ | ---- | ----------------------- |
| 西側 | 有馬線 | 下行 | 往 有馬溫泉、三田、粟生 |
| 東側 | 有馬線 | 上行 | 往 新開地               |

※月台沒有設定編號。

## 車站周邊
- 鵯越森林公園[7]
- 神戶市立鵯越墓園[1][7]
- 鵯越大佛
- 神戶市道夢野白川線

## 相鄰車站
神戶電鐵
 有馬線
■特快速、■急行、■準急
通過
■普通
丸山（KB04）－鵯越（KB05）－鈴蘭台（KB06）
- 本站至隔壁的鈴蘭台站的站間距離為神戶電鐵之中最長。
- 2018年3月前在本站 - 鈴蘭台站間設有菊水山站（日语：菊水山駅）（2005年停運，2018年廢止）[8]。

## 外部連結
- 鵯越 - 神戶電鐵